# FilmNet
FilmNet – europejski kanał telewizyjny typu premium, który od 1 marca 1997 został zastąpiony przez Canal+.

## FilmNet w Polsce
W Polsce FilmNet rozpoczął działalność 3 lipca 1995, jako drugi – po Canal+ Polska – kanał typu premium. Emitował głównie filmy, ale na jego antenie pojawiały się również transmisje sportowe (m.in. rozgrywki niemieckiej Bundesligi piłkarskiej). Był on dostępny na analogowej platformie satelitarnej MultiChoice KaleidoScope.
We wrześniu 1996 właściciel stacji (NetHold) połączył się z Canal+. Wkrótce po tej decyzji uznano, że Canal+ jest mocniejszą marką i wszelkie środki należy inwestować w jego rozwój.
13 lutego 1997 Urząd Ochrony Konkurencji i Konsumentów wydał pozytywną decyzję w sprawie fuzji Canal+ i Nethold, a 28 lutego 1997 FilmNet zakończył nadawanie na terytorium Polski.